# El Chicano
El Chicano är en amerikansk musikgrupp med medlmmar av mexikanskt ursprung som bildades i Los Angeles, Kalifornien under det sena 1960-talet. Gruppen bildades av Freddie Sanchez med band-namnet The VIP's. Medlemmar i El Chicano var från början Bobby Espinosa (keyboard, sång), Mickey Lespron (gitarr), Freddie Sanchez (basgitarr), Andre Baeza (congas), och John De Luna (trummor). Snart tillkom även sångaren Ersi Arvizu. Gruppen har haft många medlemsbyten under årens lopp. Deras stil har beskrivits som "chicanorock" (rhythm and blues-influerad rock, oftast med mässingsinstrument som saxofon och trumpet, Farfisa eller Hammond B3-orgel, funky basslinjer och mexikansk sångstil sjungit på engelska).
Gruppen fick en hitsingel i USA 1970 med den instrumentala låten "Viva Tirado". Låten nådde plats 28 på Billboard Hot 100-listan, men var betydligt populärare på USA:s västkust. Gruppen hade sedan två mindre hits till, dels en cover på Van Morrisons "Brown Eyed Girl" (1972), samt "Tell Her She's Lovely" (1973). I Sverige blev deras inspelning av "Baretta's Theme" en hit 1976.

## Medlemmar
- Bobby Espinosa – orgel (1970–2000; död 2010)
- Ersi Arvisu – sång (1970–?)
- Andre Baeza – congas (1970–?)
- John De Luna – trummor (1970–?)
- Mickey Lespron – gitarr (1970–?)
- Max Garduno – congas
- Danny Lamonte – trummor
- Brian Magness – basgitarr
- Joe Perreria – basgitarr
- Rudy Regalado – timbales (1971–?; död 2010)[2]
- Walfredo "Wally" Reyes, Jr. – congas (2010–2012)
- Joseph Baeza – congas (2011–2013; död 2016)
- David "Chango" Chavez – congas (2015– )
- Jerry Salas – sång, gitarr (1973–?)
- Rudy Salas, guitar
- Steve Salas – sång
- Freddie Sanchez – basgitarr (1970–?)

## Diskografi
Album
- Viva Tirado (1970)
- Revolución (1971)
- Celebration (1972)
- El Chicano (1973)
- Cinco (1974)
- The Best of Everything (1975)
- Pyramid of Love and Friends (1976)
- Painting the Moment (1998)

Singlar (på Billboard Hot 100)
- "Viva Tirado - Part I" (1970, #28)
- "Brown Eyed Girl" (1972, #45)
- "Tell Her She's Lovely" (1973, #40)